# Kurdistan (Provinz)
Kurdistan oder Kordestan (persisch استان کردستان Ostān-e Kordestān, ‚Provinz Kurdistan‘, kurdisch کوردستان Kurdistan) ist eine der 31 iranischen Provinzen (Ostans). Es ist Teil des kurdischen Siedlungsgebietes und sollte nicht mit dem gleichnamigen größeren geographischen Gebiet Kurdistan verwechselt werden.
In der Provinz leben 1.603.011 Menschen (Volkszählung 2016). Die Fläche der Provinz erstreckt sich auf 29.137 Quadratkilometer. Die Bevölkerungsdichte beträgt 55 Einwohner pro Quadratkilometer.
Die Provinz Kurdistan liegt im westlichen Iran an der Grenze zum Irak. Im Norden liegt die Provinz West-Aserbaidschan, im Nordosten Zandschan, im Osten Hamadan und im Süden Kermanschah.
Die Hauptstadt der Provinz ist Sanandadsch (auf Kurdisch Sine) mit 316.862 Einwohnern (Volkszählung 2006). Andere große Städte sind Marivan, Baneh, Saqqez, Qorveh und Bidschar.

## Geographie

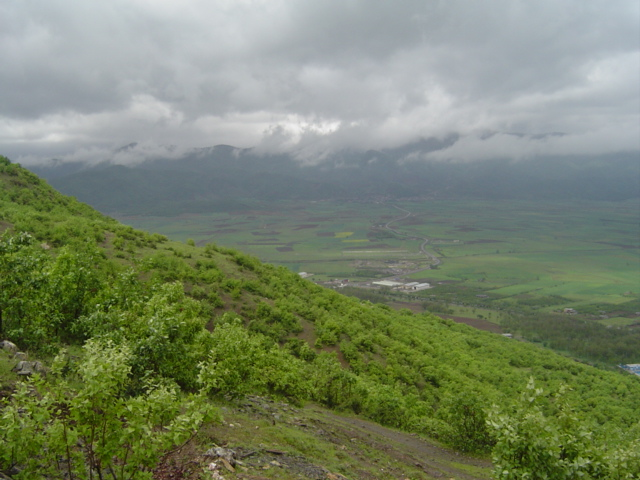
Felder bei Marivan, 2007

Da das gesamte Kurdistan gebirgig ist, gibt es hier eine große Reihe von Flüssen, Seen, Gletschern und Höhlen. Das macht die Provinz Kurdistan zu einem Hauptziel von Touristen und Bergsteigern.
Einer der längsten Flüsse ist mit 302 km der Zarrineh (rud) (persisch زرینه رود), der in den Urmiasee mündet. Der Fluss Sirvan seinerseits fließt westlich in den Irak und mündet schließlich in den Tigris. Der See Zarivar ist einer der schönsten Seen der Provinz Kurdistan. Er ist durchschnittlich 3 m, an seiner tiefsten Stelle jedoch 50 m tief. Er ist 1,7 km breit und 5 km lang. Der See ist von dichten Wäldern umgeben und liegt westlich von Marivan.
Hier gibt es auch mineralische Quellen, wie Govaz bei Kamyaran, Abetalkh bei Bidschar und Baba Gargar bei Ghorveh. Eine berühmte Höhle ist Kereftoo bei Divanderre, wo innerhalb der Höhle Heiligtümer errichtet sind. Ein Tempel ist dem griechischen Gott Herakles gewidmet. Die Höhle Schoovi ist 267 m lang und liegt bei Baneh. Der höchste Berg ist mit 3330 m der Chehelcheschmeh. Andere Berge sind Hossein Bak mit 3091 m und Masjede Mirza mit 3059 m.
Die Fauna besteht aus Leoparden, Widdern, Wildziegen, Hyänen, Schakalen, Wölfen, Füchsen, Zobeln, Wieseln und Vögeln wie Rebhühnern, Wildenten, Störchen und Adlern.
Kurdistan liegt im Zagros-Gebirge. Daher hat es ein typisches Kontinentalklima mit langen kalten Wintern.

## Administration

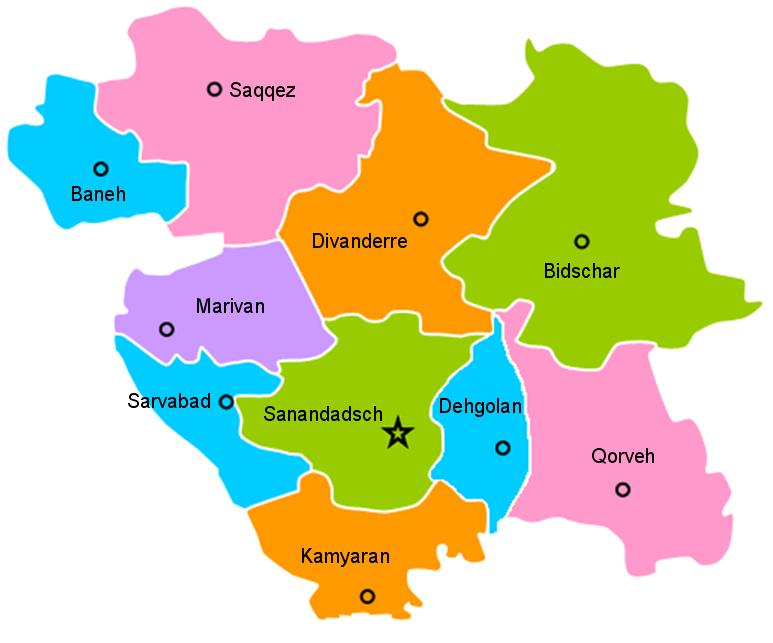
Verwaltungsbezirke der Provinz Kurdistan

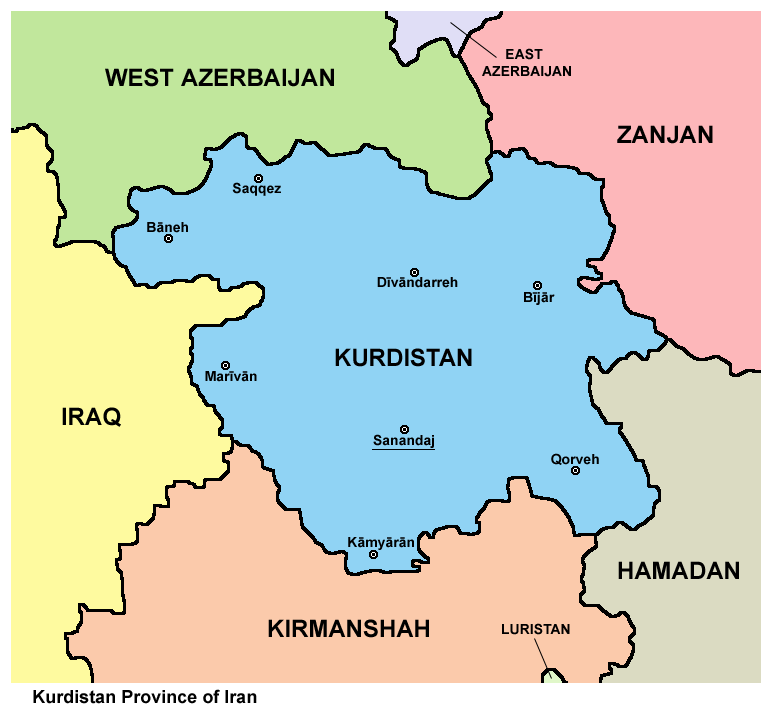
Lage der Provinz Kurdistan und der Nachbarprovinzen

Die Provinz ist wie folgt gegliedert:
| Schahrestan (Verwaltungsbezirk) | Bachsch (Kreis)                         | Hauptort    |
| ------------------------------- | --------------------------------------- | ----------- |
| Baneh                           | Armardeh, Baneh, Buin-e Sofla, Kani Sur | Baneh       |
| Bidschar                        | Bidschar, Babaraschani, Yasukand        | Bidschar    |
| Divanderre                      | Divanderre, Zarrineh                    | Divanderre  |
| Dehgolan                        | Dehgolan, Bolbanabad                    | Dehgolan    |
| Kamyaran                        | Kamyaran, Muchesch                      | Kamyaran    |
| Marivan                         | Marivan, Chenareh, Kani Dinar           | Marivan     |
| Qorveh                          | Qorveh, Delbaran, Dezedsch, Serischabad | Qorveh      |
| Sanandadsch                     | Sanandadsch, Schuyescheh                | Sanandadsch |
| Saqqez                          | Saqqez, Saheb                           | Saqqez      |
| Sarvabad                        | Sarvabad                                | Sarvabad    |

## Geschichte

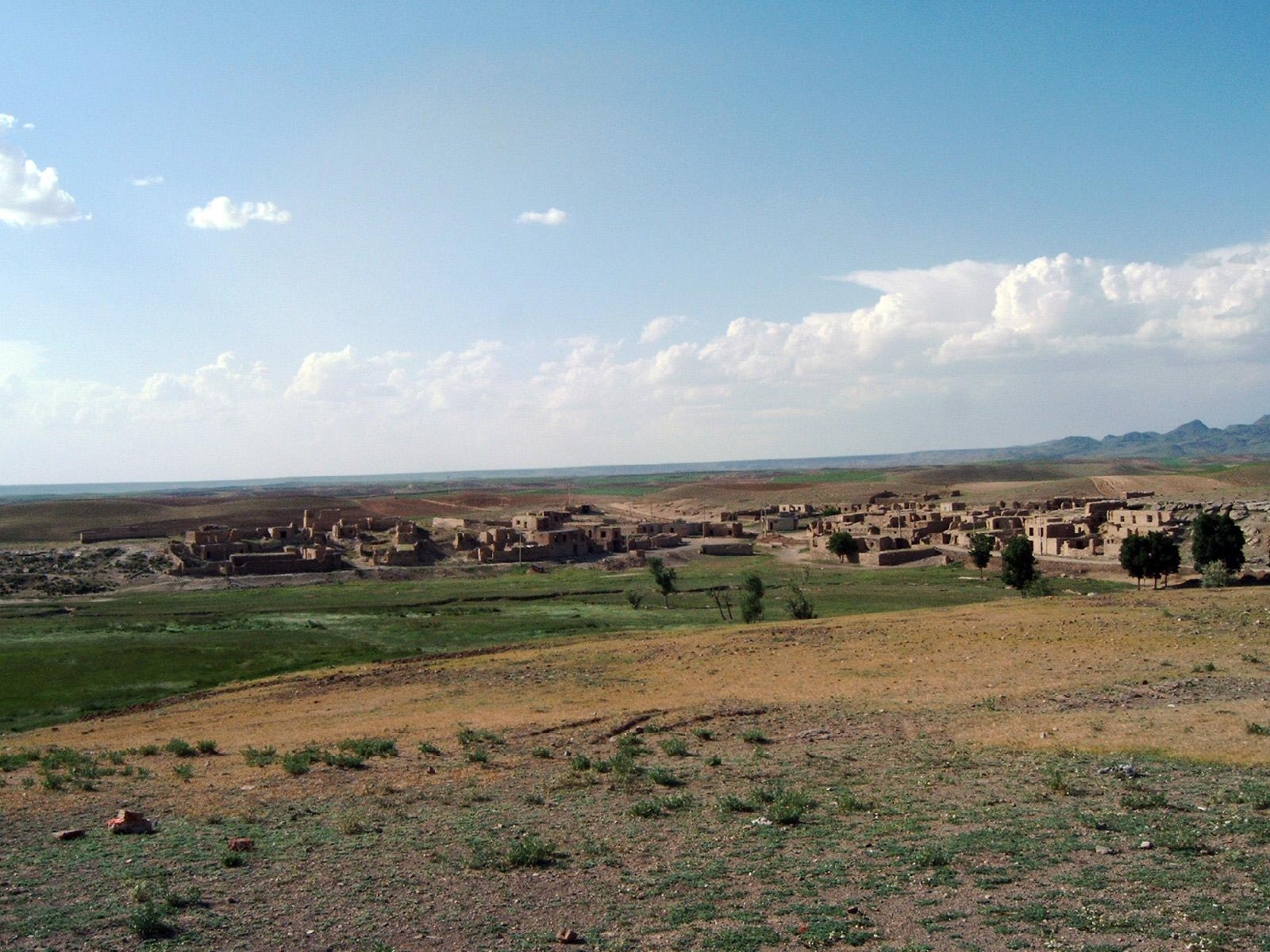
Verlassenes Dorf in Kurdistan

Die Provinz Kurdistan gehört mit der gesamten Zagrosregion zu den frühesten Siedlungsplätzen der Meder und Perser. Von hier aus wurde das assyrische Reich 612 v. Chr. unterworfen. Nach der Eroberung des Sassanidenreiches 634 n. Chr. durch die Araber wurde Persien bzw. Iran muslimisch. Allerdings gab es von Zeit zu Zeit noch regionale Aufstände. So lehnten sich die Kurden hier im Jahr 835 gegen den Kalifen al-Muʿtasim auf.

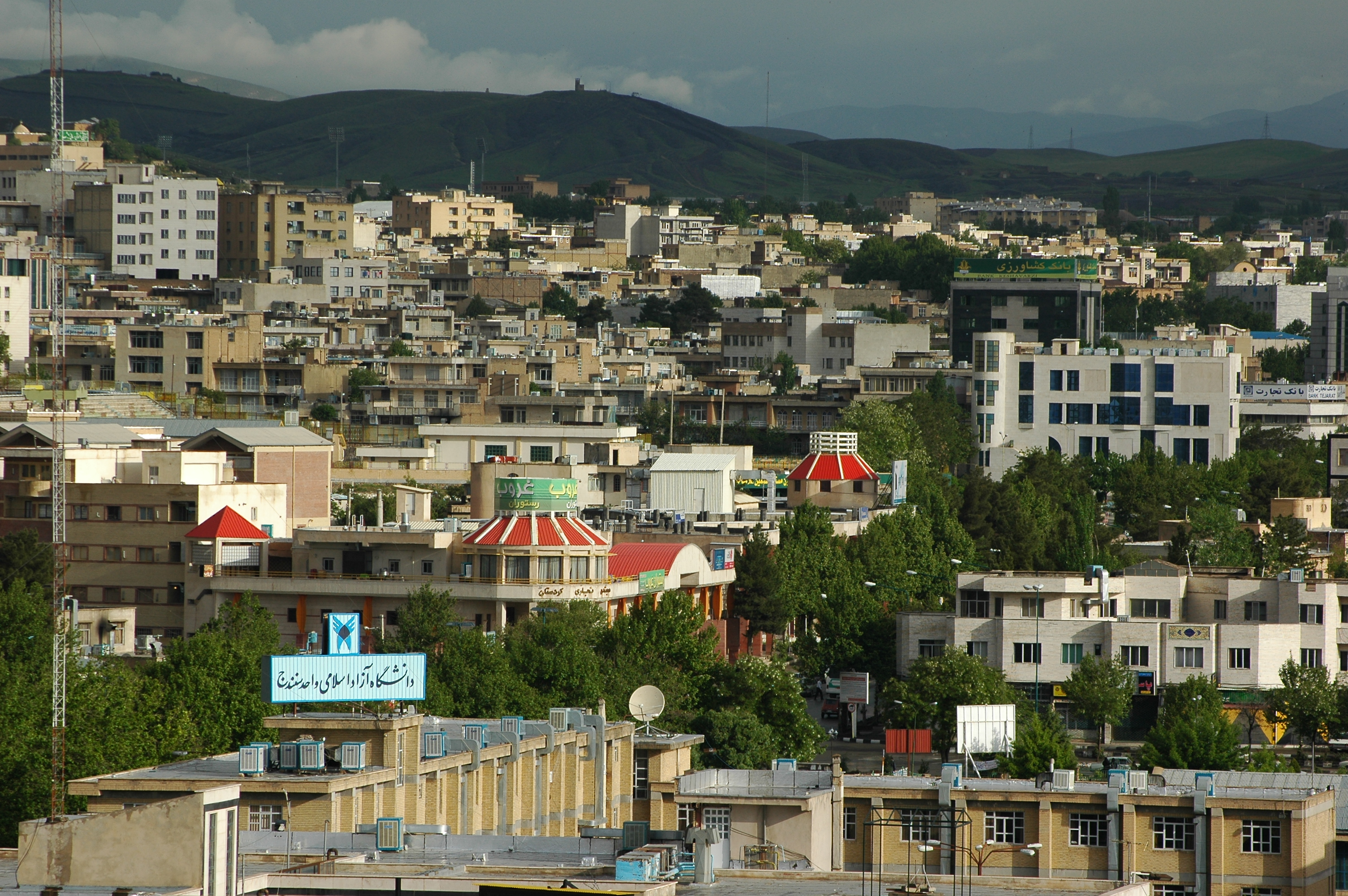
Blick auf die Hauptstadt Sanandadsch

In den nächsten Jahrhunderten wurde Kurdistan wie andere Regionen von den Mongolen und Timur verwüstet. Nachdem die Europäer im 16. Jahrhundert den Seeweg für den Handel mit Indien und China als Alternative für die Seidenstraße benutzten, verlor Kurdistan an wirtschaftlicher Bedeutung.
Der Sultan Mohammed Chodabandeh baute etwa 1220 als Verwaltungssitz der Provinz den Ort Sultanabad Chamchal in der Nähe der Bisutunregion. 1372 zog die Verwaltung aber dann nach Hassanabad, was 6 km südlich von Sanandadsch liegt. Im 13. Jahrhundert gelangte die kurdische Dynastie der Ardalan an die Macht und regierte das Gebiet der Provinz Kurdistan bis 1867.

## Bevölkerung
Die Hälfte der Bevölkerung von 1,6 Mio. Menschen (Schätzung von 2006) lebt in den Städten. Ein Großteil der Menschen sind Kurden, die größtenteils Sorani sprechen. Das Sorani wird hier auch Ardalani genannt. Andere kurdische Dialekte sind Hewramani (bei Marivan) und Kurmandschi. In den östlichen Teilen der Provinz, also bei Bidschar und Qorveh leben auch Aserbaidschaner. Perser bilden eine Minderheit.

## Wirtschaft und Infrastruktur
Die Menschen der Provinz leben vor allem von Landwirtschaft und Viehzucht. Landwirtschaftliche Produkte sind Weizen, Gerste, Getreide und Früchte. Die Industrie besteht aus chemischer-, Metall-, Leder- und Nahrungsindustrie.

### Hochschulen und Universitäten
- Medizinische Universität Kurdistan
- Tohid Medizinisches Zentrum
- Universität Kurdistan
- Islamische Azad-Universität in Sanandadsch

### Sehenswürdigkeiten
Die iranische Kulturbehörde listet 211 sehenswerte kulturelle und geschichtliche Stätte auf, die in Kurdistan liegen.